# Nikki Stanton
Nicole Leslie Stanton (* 26. Oktober 1990) ist eine US-amerikanische Fußballspielerin, die seit der Saison 2022 bei Seattle Reign FC in der National Women’s Soccer League unter Vertrag steht.

## Karriere
Während ihres Studiums an der Fairfield University spielte Nicole „Nikki“ Stanton für die dortige Hochschulmannschaft der Fairfield Stags und lief im Jahr 2012 parallel dazu für den W-League-Teilnehmer Seattle Sounders Women auf. Mit den Sounders erreichte sie als Vizemeister der Western Division die Meisterschafts-Play-offs, man unterlag dort jedoch gleich im ersten K.O.-Spiel der Franchise der Pali Blues mit 0:1. Im Juni 2014 wurde Stanton zunächst als Amateurspielerin in den erweiterten Kader des Sky Blue FC aufgenommen und debütierte dort am 15. Juni in einem Spiel bei den Chicago Red Stars als Einwechselspielerin. Wenige Tage später wurde sie von Sky Blue fest verpflichtet. Zur Saison 2018 wechselte Stanton gemeinsam mit ihrer damaligen Lebensgefährtin und Mitspielerin Sam Kerr zu den Chicago Red Stars. Von dort wurde sie ein Jahr nach Australien zu Perth Glory verliehen.
Nachdem sie zuvor bei Klepp IL in Norwegen gespielt hatte, wechselte Stanton im Januar 2022 zu Seattle Reign. Dort kommt sie überwiegend als Einwechselspielerin zum Einsatz.